# 灰褐亮鳞杜鹃
灰褐亮鳞杜鹃（学名：Rhododendron heliolepis var. fumidum）为杜鹃花科杜鹃花属下的一个变种。

## 扩展阅读
- 維基物種上的相關：灰褐亮鳞杜鹃